# Josep Maria Reguant i Gili
Josep Maria Reguant i Gili (Torrelles de Llobregat, Baix Llobregat, 3 de febrer de 1941) és un psiquiatre i polític català, diputat al Parlament de Catalunya en la IV Legislatura.
Va ser el cap provincial a Girona de la Seguretat Social entre 1974 i 1975. El 1964 s'afilià a Unió Democràtica de Catalunya, però abandonà el partit i fou dirigent de CNT de 1976 a 1977. Posteriorment, de la mà d'Àngel Colom i Colom entrà a Esquerra Republicana de Catalunya, de la qual fou president del Consell Nacional i diputat a les eleccions al Parlament de Catalunya de 1992, però el 15 de febrer de 1994 deixà ERC per diferències amb Colom i es passà al grup mixt. El 1995 fundà Acció Municipal de Catalunya, amb el qual ha estat regidor a l'Ajuntament de Palafrugell i tinent d'alcalde el 2001. El 1996 va escriure un llibre criticant la situació de les finances del partit.
Part del seu fons documental es conserva a l'Arxiu Municipal de Palafrugell. En destaca sobretot una col·lecció d'enregistraments sonors de les entrevistes que va realitzar.

## Obres
- Marcelino Massana: ¿Terrorismo o resistencia? (1979)
- Home lliure, terra lliure: reflexions per una alternativa (1983)
- Radiografia d'una ruptura (1996)